# Eilema dorsti
Eilema dorsti är en fjärilsart som beskrevs av De Toulgoët 1977. Eilema dorsti ingår i släktet Eilema och familjen björnspinnare. Inga underarter finns listade i Catalogue of Life.